# Борки (Струго-Красненский район)
Борки — деревня в Струго-Красненском районе Псковской области России. Входит в состав сельского поселения «Марьинская волость».

## География
Находится на северо-востоке региона, в северо-западной части района, в лесной местности у р. Желча, около д. Давыдово.
Уличная сеть не развита.

## История
Согласно Закону Псковской области от 28 февраля 2005 года деревня Борки вошла в состав образованного муниципального образования Сиковицкая волость.
До апреля 2015 года деревня Борки входила в Сиковицкую волость.
В соответствии с Законом Псковской области от 30 марта 2015 года № 1508-ОЗ деревня Борки, вместе с другими селениями упраздненной Сиковицкой волости, вошла в состав образованного муниципального образования «Марьинская волость».

## Население
| 2001 | 2002 | 2010 | 2011 |
| ---- | ---- | ---- | ---- |
| 4    | ↗5   | →5   | →5   |

## Инфраструктура
Личное подсобное хозяйство.
Почтовое отделение, обслуживающее д. Борки, — 181114; расположено в бывшем волостном центре д. Сиковицы.
На окраине деревни — братская могила.

## Транспорт
Автодорога местного значения «Струги Красные — Зовка» (58К-578).